# Yeşilhisar
Yeşilhisar és un disticte de la província de Kayseri, Turquia, situada a 45 km al sud-est de Kayseri; és també la capital del districte homònim.

## Història
Va pertànyer als seljúcides i karamànides i fou conquerida pels otomans el 1391 per primera vegada i definitivament el 1474. Al segle xvii era cap d'un districte, però va començar a decaure per les aigües pantanoses de la regió i la capital del districte va passar a Develi o Everek al sud de Kayseri a 40 km a l'est; va esdevenir una nahiye i va recuperar la condició de cap d'un districte em 1946 amb el nom de Telil Hisar. El 1950 tenia 588 habitants. Prop de la vila a uns 3 km hi ha les ruïnes de Zindjibar Kalesi que es pensava que podien ser l'antiga Nora i més tard es van identificar com a Xyzistra.